# Spindle

In questa immagine stilizzata è possibile riconoscere lo spindle, su cui sono installati i dischi (platter)

Il termine spindle, in informatica, indica l'asse a cui sono fissati i piatti del disco rigido e, più estensivamente, il sistema che consente la rotazione dei piatti.

## Descrizione
Lo spindle è un piolo verticale a cui sono fissati i piatti del disco; a volte viene chiamato anche spindle motor.
La sua velocità, definita spindle speed, è misurata in rpm (revolutions per minute, giri al minuto).
La maggior parte dei dischi attualmente in vendita ha una velocità di rotazione compresa tra i 5 400 ed i 10 000 rpm.
Esistono ancora, tuttavia, dischi a 4 200 rpm, o periferiche che toccano i 15 000 rpm.
Per molti anni la sola velocità disponibile era 3 600 rpm, e, proprio per il fatto che era identica in tutti i prodotti in commercio, era una caratteristica poco pubblicizzata.
A partire dal 1990, quando la tecnologia permise di progettare strumenti di maggiore qualità, la velocità di rotazione dello spindle è diventata uno dei principali metodi di categorizzazione dei dischi fissi - alla pari con la capacità di memoria - ed oggi è la prima caratteristica controllata al momento dell'acquisto.

## Progettazione

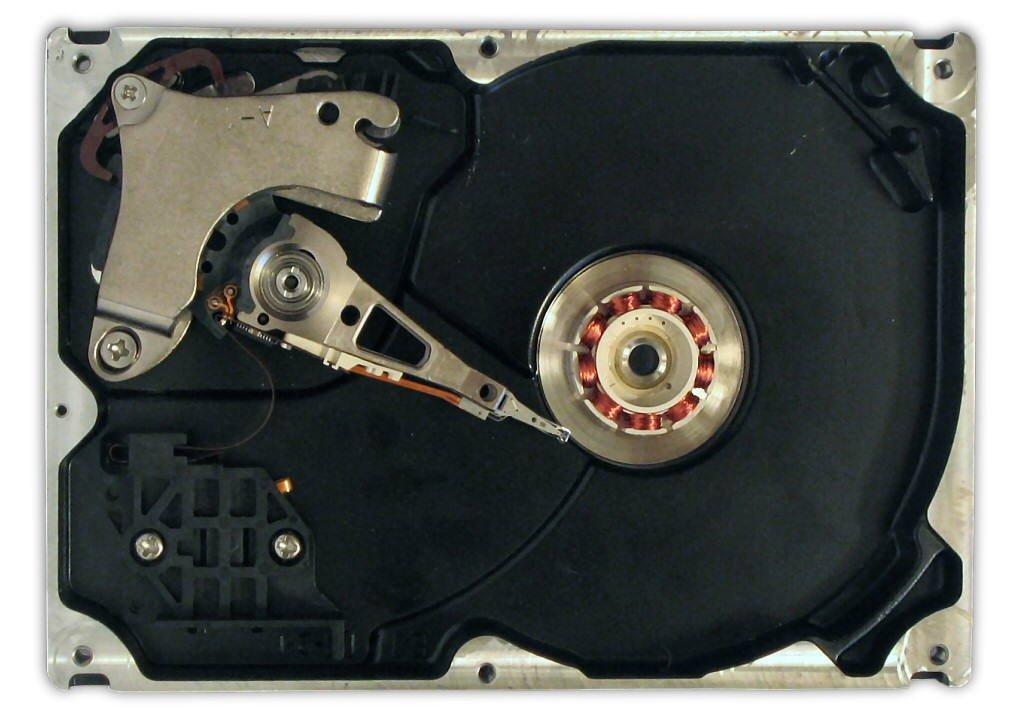
Disco rigido a cui è stato rimosso il coperchio dello spindle, mettendo in mostra le piccole bobine che circonda un cuscinetto a sfera a costituire il motore in corrente continua

Lo spindle deve poter garantire migliaia di ore di utilizzo continuato, il che lo rende uno dei pezzi meccanicamente più critici di un computer.
Nonostante quello che si possa pensare, la velocità dello spindle non dipende solo dalla potenza del motore che lo guida; e non basta mettere un motore più potente per ottenere maggiori prestazioni. Uno degli aspetti critici è rappresentato dal numero e dalla dimensione dei piatti perché, a parità di motore, aumentando i dischi si ottengono ovviamente prestazioni inferiori.
È anche importante sottolineare come l'eccessiva velocità di rotazione porti a vibrazioni e rumore che peggiorano la qualità dell'insieme, oltre ad un surriscaldamento del tutto. 
Tutto questo dimostra che la progettazione di uno spindle non è semplice come potrebbe sembrare a prima vista.
Lo spindle utilizza la pressione del cuscino d'aria generato dalla rotazione all'interno del disco rigido per mantenere le testine alla giusta distanza dai piatti.
In caso di cessazione improvvisa dell'erogazione di energia elettrica, le testine vanno "parcheggiate", ossia posizionate in una zona all'esterno del disco, nella parking area; in passato avveniva solitamente vicino al centro del disco dove non ci sono dati registrati. Se le testine si appoggiassero su zone dei piatti in cui vengono memorizzati i dati, potrebbero danneggiarli, in realtà ciò vale su tutta la superficie del disco, visto che un head crash causerebbe detriti che danneggerebbero tutta la superficie del piatto, proprio per questo oggi le testine vengono parcheggiate all'esterno del disco, anche per evitare fenomeni di sticking, ossia che la testina dopo uno spegnimento si "incolli" al piatto rendendo impossibile lo spin up.
Il movimento è garantito dall'uso di molle o, tecnologia più recente, dallo sfruttamento del momento di inerzia dei dischi. In quest'ultimo caso lo spindle funziona da generatore, fornendo potenza al braccio della testina.